# حبيب بن أبي حبيب البجلي
حبيب بن أبي حبيب البجلي كنيته أبو عمرو، ويقال: أبو عميرة، من بجيلة، تابعي وراوي حديث نبوي، ولد في البصرة، وسكن الكوفة. روى له الترمذي حديثًا.

## روايته للحديث النبوي
- روى عن: أنس بن مالك.
- روى عنه: خالد بن طهمان أَبُو العلاء الخفاف، وطعمة بْن عَمْرو الجعفري، وعَمْرو بْن مُحَمَّد العنقزي.[1]
- الجرح والتعديل: روى له الترمذي حديثًا واحدًا في فضل من صلى أربعين يوما في جماعة، ذكره ابن حبان في الثقات.[2]